# Fernando Verdasco
Fernando Verdasco (Madrid, 15 de novembro de 1983) é um tenista profissional espanhol. Já foi o segundo melhor tenista da Espanha, atrás de Rafael Nadal.

## ATP finals

### Duplas: 1 (1-0)
| Posição | Ano  | Campeonato | Piso     | Parceiro      | Oponentes            | Placar                |
| ------- | ---- | ---------- | -------- | ------------- | -------------------- | --------------------- |
| Campeão | 2013 | Londres    | Duro (i) | David Marrero | Bob Bryan Mike Bryan | 7–5, 6–7(3–7), [10–7] |

## Masters 1000 finais

### Simples: 1 (0-1)
| Posição | Ano  | Campeonato  | Piso   | Oponente     | Placar   |
| ------- | ---- | ----------- | ------ | ------------ | -------- |
| Vice    | 2010 | Monte Carlo | Saibro | Rafael Nadal | 0–6, 1–6 |

### Duplas: 1 (0-1)
| Posição | Ano  | Campeonato | Piso | Parceiro      | Oponentes               | Placar                     |
| ------- | ---- | ---------- | ---- | ------------- | ----------------------- | -------------------------- |
| Vice    | 2013 | Shanghai   | Duro | David Marrero | Ivan Dodig Marcelo Melo | 6–7(2–7), 7–6(8–6), [2–10] |

## Títulos e Finais

### Singles: 19 (6–13)
| Legenda                           |
| --------------------------------- |
| Grand Slam (0–0)                  |
| ATP World Tour Finals (0–0)       |
| ATP World Tour Masters 1000 (0–1) |
| ATP World Tour 500 Series (1–3)   |
| ATP World Tour 250 Series (5–9)   |

| Títulos por Piso |
| ---------------- |
| Duro (2–4)       |
| Saibro (4–8)     |
| Grama (0–1)      |
| Carpete (0–0)    |

| Posição | N.  | Data                    | Torneio                                           | Piso     | Oponente              | Placar                   |
| ------- | --- | ----------------------- | ------------------------------------------------- | -------- | --------------------- | ------------------------ |
| Vice    | 1.  | 7 de março de 2004      | Abierto Mexicano Telcel, Acapulco, México         | Saibro   | Carlos Moyá           | 3–6, 0–6                 |
| Campeão | 1.  | 12 de abril de 2004     | Valencia Open 500, Valencia, Espanha              | Saibro   | Albert Montañés       | 7–6(7–5), 6–3            |
| Vice    | 2.  | 30 de julho de 2005     | Austrian Open Kitzbühel, Kitzbühel, Áustria       | Saibro   | Gastón Gaudio         | 6–2, 2–6, 4–6, 4–6       |
| Vice    | 3.  | 27 de outubro de 2007   | St. Petersburg Open, St. Petersburg, Rússia       | Duro (i) | Andy Murray           | 2–6, 3–6                 |
| Vice    | 4.  | 22 de junho de 2008     | Nottingham Open, Nottingham, Reino Unido          | Grama    | Ivo Karlović          | 5–7, 7–6(7–4), 6–7(8–10) |
| Campeão | 2.  | 20 de julho de 2008     | ATP de Umag, Umag, Croácia                        | Saibro   | Igor Andreev          | 3–6, 6–4, 7–6(7–4)       |
| Vice    | 5.  | 5 de janeiro de 2009    | Brisbane International, Brisbane, Austrália       | Duro     | Radek Štěpánek        | 6–3, 3–6, 4–6            |
| Campeão | 3.  | 29 de agosto de 2009    | New Haven Open at Yale, New Haven, EUA            | Duro     | Sam Querrey           | 6–4, 7–6(8–6)            |
| Vice    | 6.  | 4 de outubro de 2009    | Malaysian Open, Kuala Lumpur, Malásia             | Duro (i) | Nikolay Davydenko     | 4–6, 5–7                 |
| Campeão | 4.  | 14 de fevereiro de 2010 | SAP Open, San José, EUA                           | Duro (i) | Andy Roddick          | 3–6, 6–4, 6–4            |
| Vice    | 7.  | 18 de abril de 2010     | Monte-Carlo Masters, Monte Carlo, Mônaco          | Saibro   | Rafael Nadal          | 0–6, 1–6                 |
| Campeão | 5.  | 25 de abril de 2010     | Barcelona Open, Barcelona, Espanha                | Saibro   | Robin Söderling       | 6–3, 4–6, 6–3            |
| Vice    | 8.  | 22 de maio de 2010      | Open de Nice Côte d'Azur, Nice, França            | Saibro   | Richard Gasquet       | 3–6, 7–5, 6–7(5–7)       |
| Vice    | 9.  | 13 de fevereiro de 2011 | SAP Open, San José, EUA                           | Duro (i) | Milos Raonic          | 6–7(6–8), 6–7(5–7)       |
| Vice    | 10. | 1 de maio de 2011       | Estoril Open, Estoril, Portugal                   | Sibro    | Juan Martín del Potro | 2–6, 2–6                 |
| Vice    | 11. | 31 de julho de 2011     | Swiss Open, Gstaad, Suíça                         | Saibro   | Marcel Granollers     | 4–6, 6–3, 3–6            |
| Vice    | 12. | 4 de março de 2012      | Abierto Mexicano Telcel, Acapulco, México         | Saibro   | David Ferrer          | 1–6, 2–6                 |
| Vice    | 13. | 14 de julho de 2013     | SkiStar Swedish Open, Båstad, Suécia              | Saibro   | Carlos Berlocq        | 5–7, 1–6                 |
| Campeão | 6.  | 13 de abril 2014        | U.S. Men's Clay Court Championships, Houston, EUA | Saibro   | Nicolás Almagro       | 6–3, 7–6(7–4)            |

### Duplas: 12 (7–5)
| Legenda                           |
| --------------------------------- |
| Grand Slam (0–0)                  |
| ATP World Tour Finals (1–0)       |
| ATP World Tour Masters 1000 (0–1) |
| ATP World Tour 500 Series (2–2)   |
| ATP World Tour 250 Series (4–2)   |

| Títulos por Piso |
| ---------------- |
| Duro (3–3)       |
| Saibro (4–1)     |
| Grama (0–0)      |
| Carpete (0–0)    |

| Posição | N. | Data                    | Torneio                                          | Piso     | Parceiro               | Oponentes                                   | Placar                     |
| ------- | -- | ----------------------- | ------------------------------------------------ | -------- | ---------------------- | ------------------------------------------- | -------------------------- |
| Campeão | 1. | 1 de novembro de 2004   | Stockholm Open, Estocolmo, Suécia                | Duro (i) | Feliciano López        | Wayne Arthurs Paul Hanley                   | 6–4, 6–4                   |
| Vice    | 1. | 22 de julho de 2007     | Mercedes Cup, Stuttgart, Alemanha                | Saibro   | Guillermo García-López | František Čermák Leoš Friedl                | 4–6, 4–6                   |
| Vice    | 2. | 10 de janeiro de 2009   | Brisbane International, Brisbane, Austrália      | Duro     | Mischa Zverev          | Marc Gicquel Jo-Wilfried Tsonga             | 4–6, 3–6                   |
| Campeão | 2. | 25 de fevereiro de 2012 | Copa Claro, Buenos Aires, Argentina              | Saibro   | David Marrero          | Michal Mertiňák André Sá                    | 6–4, 6–4                   |
| Campeão | 3. | 3 de março de 2012      | Abierto Mexicano Telcel, Acapulco, México        | Saibro   | David Marrero          | Marcel Granollers Marc López                | 6–3, 6–4                   |
| Campeão | 4. | 14 de julho de 2012     | ATP de Umag, Umag, Croácia                       | Saibro   | David Marrero          | Marcel Granollers Marc López                | 6–3, 7–6(7–4)              |
| Campeão | 5. | 22 de julho de 2012     | International German Open, Hamburgo, Alemanha    | Saibro   | David Marrero          | Rogério Dutra Silva Daniel Muñoz de la Nava | 6–4, 6–3                   |
| Vice    | 3. | 28 de outubro de 2012   | Valencia Open 500, Valencia, Espanha             | Duro (i) | David Marrero          | Alexander Peya Bruno Soares                 | 3–6, 2–6                   |
| Campeão | 6. | 22 de setembro de 2013  | St. Petersburg Open, St. Petersburg, Rússia      | Duro (i) | David Marrero          | Dominic Inglot Denis Istomin                | 7–6(8–6), 6–3              |
| Vice    | 4. | 13 de outubro de 2013   | Shanghai Rolex Masters, Shanghai, China          | Duro     | David Marrero          | Ivan Dodig Marcelo Melo                     | 6–7(2–7), 7–6(8–6), [2–10] |
| Campeão | 7. | 11 de novembro de 2013  | ATP World Tour Finals, Londres, Reino Unido      | Duro (i) | David Marrero          | Bob Bryan Mike Bryan                        | 7–5, 6–7(3–7), [10–7]      |
| Vice    | 5. | 12 de abril de 2014     | U.S. Men's Clay Court Championships, Houston,EUA | Saibro   | David Marrero          | Bob Bryan Mike Bryan                        | 6–4, 4–6, [9–11]           |